# Санфиш-Лейк (город, Миннесота)
Санфиш-Лейк (англ. Sunfish Lake) — город в округе Дакота, штат Миннесота, США. На площади 4,4 км² (4,1 км² — суша, 0,3 км² — вода), согласно переписи 2002 года, проживают 504 человека. Плотность населения составляет 123,2 чел./км².
- Телефонный код города — 651
- Почтовый индекс — 55077, 55118
- FIPS-код города — 27-63544[1]
- GNIS-идентификатор — 0652818[2]